# 洪湖市
洪湖市（こうこ-し）は中華人民共和国湖北省荊州市に位置する県級市。

## 地理
洪湖市は湖北省南部、長江の北岸にあり、長江と東荊河の中間に位置する。東南北の三面が河川に面し、西南は長江を隔てて湖南省臨湘市と接する。地勢は平坦であり北西から南東にかけてゆるやかな傾斜を形成している。
市街地の西側には市名の由来となる洪湖という大きな湖があり、一帯にメタセコイアやヤナギが生えており、サカツラガン、コウノトリ、コウライアイサ、アカハジロ、カワウ、カンムリカイツブリ、ハイイロガン、ヒシクイ、マガン、ヘラサギなどの生息地として2008年にラムサール条約登録地となった。

## 歴史
洪湖市は夏殷代は古雲夢の地とされ、周代には州が置かれ現在の黄蓬山に都城が置かれた。前710年（武王40年）、州は周辺の小国と共に楚に併呑され、前278年（昭襄王29年）に秦が楚を滅亡させると南郡の管轄とされた。
前206年、前漢初に南郡は臨江国とされたが、前202年に再び南郡が設置され、洪湖地区には州陵県が設置された。新朝が成立すると9年（始建国2年）に南郡が南順郡、州陵県は江夏県と一時改称されたが、後漢が成立すると25年（建武元年）に再び州陵県に名称が戻されている。551年（大統17年）、西魏は州陵県と恵懐県を統合し建興県を設置した。
隋代から清代にかけては行政区画の変更が頻繁に実施され、県名も玉沙県、附廓県、文泉県などの名称が使用された。清末の1857年（咸豊7年）、新堤（洪湖市区）に税関が設立され、1912年の州制廃止に伴い江漢道下に沔陽県が成立した。1926年、道制廃止に伴い新堤市が成立したが、間もなく市制が廃止され沔陽県に編入された。
1951年5月、沔陽県の東荊河以南及び監利県東部、嘉魚県北部、漢陽県南西部に新たに洪湖県が設置され、更に1987年7月31日に県級市の洪湖市に改編され現在に至る。

## 行政区画
2街道、14鎮、1民族郷を管轄する。
- 街道：新堤街道、浜湖街道
- 鎮：螺山鎮、烏林鎮、竜口鎮、燕窩鎮、新灘鎮、峰口鎮、曹市鎮、府場鎮、戴家場鎮、瞿家湾鎮、沙口鎮、万全鎮、汊河鎮、黄家口鎮
- 民族郷：老湾回族郷